# چوپان و زن
چوپان و زن (عربی: الراعي والنساء) یک فیلم به کارگردانی علی بدرخان است که در سال ۱۹۹۱ منتشر شد. از بازیگران آن می‌توان به احمد زکی، سعاد حسنی، و یسری اشاره کرد.